# استرابن، ایرلند شمالی
استرابن (به انگلیسی: Strabane) یک شهرک در ایرلند شمالی است که در شهرستان تایرون واقع شده‌است. استرابن ۱۷٬۶۷۰ نفر جمعیت دارد.